# W Network

Logo de WTN (1995-2002)

Pour les articles homonymes, voir WTN.
W Network est une chaîne de télévision canadienne spécialisée de catégorie A de langue anglaise appartenant à Corus Entertainment destinée aux femmes. La chaîne opère aussi un signal pour l'ouest canadien décalé de 3 heures ainsi qu'un signal haute définition.

## Histoire
Après avoir obtenu une licence auprès du CRTC en juin 1994 pour le service Lifestyle Television qui offre « des émissions d'information et de divertissement intéressant les femmes en particulier », Moffat Communications a lancé le service WTN (Women's Television Network) le 1er janvier 1995, basé dans les studios de CKY-TV à Winnipeg, Manitoba et offrait une variété d'émissions pour les femmes, incluant des drames, des émissions de décoration, affaires publiques et même des sports.
Shaw Communications a fait l'acquisition de Moffat Communications (société mère du câblodistributeur Videon CableSystems) en mars 2001, mais voulant se départir des chaînes spécialisées, Shaw a vendu WTN à Corus Entertainment en novembre 2001. Puisque WTN avait une programmation féministe, Corus a changé la chaîne sous son nom actuel le 15 avril 2002 avec une programmation axée sur le divertissement en proposant des séries et des films.
En 2009, Corus Entertainment a fait l'acquisition de SexTV: The Channel (de CTVglobemedia), et a relancé la chaîne sous le nom de W Movies le 1er mars 2010, devenant sa station-sœur qui ne présente que des films. Elle a changé de nom et vocation pour Cooking Channel en décembre 2016.
La version haute définition de la chaîne a été lancée le 3 août 2011.

## Programmation
Depuis le rachat par Corus des actifs de Shaw Media en 2016, Corus utilise W Network pour toutes les nouvelles acquisitions de fiction ou téléréalité visant un auditoire féminin, au détriment des autres chaînes spécialisées de Corus. Depuis octobre 2018, les téléfilms de Hallmark Channel sont diffusés exclusivement sur W[réf. nécessaire].